# Віктор Лундберг
Ві́ктор Лу́ндберг (швед. Viktor Lundberg, нар. 4 березня 1991, Стокгольм) — шведський футболіст, нападник португальського «Марітіму».

## Клубна кар'єра
Народився 4 березня 1991 року в місті Стокгольм. Вихованець футбольної школи клубу АІК.
У дорослому футболі дебютував 2008 року виступами за «Весбю Юнайтед», в якому провів один сезонів, взявши участь у 27 матчах чемпіонату. Більшість часу, проведеного у складі «Весбю Юнайтед», був основним гравцем атакувальної ланки команди, проте не зміг врятувати команду від вильоту і покинув клуб.
Своєю грою привернув увагу представників тренерського штабу рідного АІКа, до складу якого приєднався на початку 2009 року, проте зіграти у складі стокгольмців не зміг і влітку на правах оренди до кінця року знову перейшов у «Весбю Юнайтед».
До складу АІКа повернувся на початку 2010 року, де відіграв три роки.
1 липня 2013 року перейшов до данського «Рандерс», де провів наступні чотири сезони, зігравши у понад 100 матчах чемпіонату.
29 червня 2017 року підписав контракт на три роки з португальським «Марітіму».

## Виступи за збірні
2006 року дебютував у складі юнацької збірної Швеції, взяв участь у 27 іграх на юнацькому рівні, відзначившись 5 забитими голами.
Протягом 2011 року залучався до складу молодіжної збірної Швеції. На молодіжному рівні зіграв у 3 офіційних матчах, забив 2 голи.

## Титули та досягнення
- Чемпіон Швеції (1):

АІК: 2009
- Володар Кубка Швеції (2):

АІК: 2009
Геккен: 2018-19
- Володар Суперкубка Швеції (1):

АІК: 2010